# Tony Woodcock (ragbista)
Tony Woodcock (* 27. ledna 1981, Helensville, Nový Zéland) byl novozélandský ragbista. Hrál na pozici levého pilíře.
Od roku 2002 do roku 2015 hrál za novozélandskou ragbyovou reprezentaci, se kterou se v roce 2011 a 2015 stal mistrem světa. Ve finále MS 2011 položil jedinou pětku v utkání.Nastoupil do 118 reprezentačních zápasů a přispal si 50 bodů.
V roce 2003 vyhrál Super 12 s klubem Blues. Od roku 2002 do roku 2015 hrál v tomto týmu. Pouze v roce 2013 si zahrál za Highlanders.
Na konci roku 2015 byl oceněn Řádem britského impéria.